# 防府市公会堂
防府市公会堂（ほうふしこうかいどう）は、山口県防府市にあるコンサートホール。防府市が所有し、市の外郭団体である公益財団法人防府市文化振興財団が管理運営している。
命名権名称の導入により、2022年4月より三友サルビアホール（さんゆうサルビアホール）の名称を用いている。

## 概要
1960年（昭和35年）に完成。佐藤武夫が設計した作品の一つで、鉄筋コンクリート造4階建。ピロティで直方体をそのまま持ち上げたような構造、建物横の塔など、モダニズム建築の特徴を色濃く残したものとなっている。大ホールは1600人収容で、多くのアーティストがコンサートを開催した。特に、防府市で育った山崎まさよしは、平成21年7月中国・九州北部豪雨で甚大な被害を受けた防府市のためのチャリティーライブもここで開催している。
築60年を経過する中、構造上バリアフリー化が困難であり、かつ耐震性能を満たしていないことが明らかになったことから、2018年より大規模改修を行った。設計は佐藤の設計事務所であった佐藤総合計画の飛永直樹と花本猛が担当し、モダニズム建築の特長を生かしたまま、RC躯体の増し打ちを中心に実施し、完成当初のデザインをほぼそのまま残したまま耐震・防災性能を向上させ、同時に音響環境も向上させた。なお、客席の快適性に配慮し、客席数は1,388名に減らされている。
改修は2020年に完成し、同年10月3日にリニューアルオープンした。なお、この改修工事は2020年のグッドデザイン賞を受賞している。

## 設備
- 大ホール（定員1,388名）
- ホワイエ
- 会議室（5室）

## 命名権
防府市が2021年度にネーミングライツ（命名権）の導入を決定し、ネーミングライツパートナーを公募した結果、防府市に本社を置く建材製品商社の三友がネーミングライツパートナーに選定され、社名と防府市の花であるサルビアを付した「三友サルビアホール」の愛称を付与することになった。契約期間は2022年4月1日から3年間で、契約料は年額200万円（税別）。

## アクセス
- JR山陽本線 防府駅北口（てんじんぐち）から東（周南市方向）に徒歩約10分
- 山陽自動車道 防府東IC・防府西ICから約10分

## 参考資料
- “2020年グッドデザイン賞 公会堂（劇場）防府市公会堂”. グッドデザイン賞公式サイト. 2020年10月5日閲覧。